# WASP-5
WASP-5 – gwiazda typu widmowego G (żółty karzeł), położona w gwiazdozbiorze Feniksa, odległa o 910 lat świetlnych od Ziemi. Posiada jedną znaną planetę – WASP-5 b.

## Układ planetarny
W roku 2007 odkryto krążącą wokół WASP-5 planetę WASP-5 b. Odkrycia dokonano metodą tranzytu w ramach programu SuperWASP.